# دانشگاه کنسپسیون
دانشگاه کنسپسیون (به اسپانیایی: Universidad de Concepción)، به عنوان یک مؤسسه خصوصی غیرانتفاعی و یکی از دانشگاه‌های سنتی شیلی هست که در شهر کنسپسیون قرار دارد. ایده تأسیس یک دانشگاه در جنوب و در شهر کنسپسیون برای تربیت نیروهای متخصص در اواخر قرن نوزدهم توسط تعداد زیادی از نخبه‌های این شهر بیان می‌شد. در ۲۳ مارس ۱۹۱۷ اولین جلسه رسمی برای تحقق این رؤیا برگزار شد. در آن زمان کمیسیون تشکیل شده شروع به ارائه قوانینی برای تأسیس دانشگاه در کنگره نمود که در ۱۴ می ۱۹۱۹ مورد تأیید قرار گرفت؛ و انریکه مولینا گارمندیا (Enrique Molina Garmendia)به عنوان اولین رئیس این دانشگاه شروع به کار کرد.
دانشگاه سه پردیس در شهرهای کنسپسیون، چیان و لس آنجلس شیلی دارد. دانشگاه کنسپسیون دارای ۱۴۲ هکتار زمین است که دویست و سی و نه هزار و هشتصد و پنجاه و شش متر مربع (۲۳۹۸۵۶ متر مربع) آن به صورت ساختمان می‌باشد.

## اعتبار
کمیسیون ملی اعتباربخشی (به اسپانیایی: Comisión Nacional de Acreditación) که اعتبار موسسات آموزش عالی کشور شیلی را ارزیابی می‌کند، اعتبار دانشگاه کنسپسیون را از تاریخ ۱۱/۱۱/۲۰۱۶ تا ۱۱/۱۱/۲۰۲۳ به مدت ۷ سال تأیید کرده‌است.
دانشگاه در رتبه سوم کشوری پس از دانشگاه کاتولیکا شیلی و دانشگاه شیلی قرار دارد.